# Коломоєць Тетяна Олександрівна
Тетяна Олександрівна Коломоєць (нар. 15 листопада 1972, Запоріжжя, УРСР, СРСР) — українська юристка, науковиця, доктор юридичних наук (2005), професор (2006), член-кореспондент Національної академії правових наук України (з 2016), Заслужений юрист України (2007), декан юридичного факультету Запорізького національного університету.

## Біографічні відомості
У 1996 році закінчила Запорізький державний університет, де відтоді й дотепер працює: з 2005 — завідувач кафедри адміністративного та господарського права, з 2007 дотепер — декан юридичного факультету.

## Наукова діяльність
Наукові дослідження присвячені теорії адміністративного права та процесу, феноменології та методології юридичної науки.

### Основні монографії
1. Коломоєць Т. О. Штрафи за законодавством про адміністративні правопорушення України : монографія. Запоріжжя : Верже, 2000. 241 с.
2. Коломоєць Т. О. Адміністративний примус у публічному праві України: теорія, досвід та практика реалізації : монографія. Запоріжжя : Поліграф, 2004. 404 с.
3. Коломоєць Т. О., Сінєльнік Р. В. Захисник у провадженні у справах про адміністративні правопорушення : монографія. Київ : Істина, 2008. 184 с.
4. Коломоєць Т. О., Сквірський І. О. Виправні роботи як вид адміністративного стягнення за законодавством України : теорія , досвід та практика застосування : монографія. Київ : Істина, 2008. 184 с.
5. Коломоєць Т. О., Федорова К. І. Адміністративно-правове регулювання приватної нотаріальної діяльності в Україні : монографія. Київ : Істина, 2008. 184 с.
6. Коломоєць Т. О., Лютіков П. С. Державний контроль у галузі чорної металургії в Україні: організаційно-правовий аспект : монографія. Запоріжжя : ЗНУ, 2009. 216 с.
7. Коломоєць Т. О., Іванов А. В. Експерт у провадженні у справах про адміністративні правопорушення : монографія. Київ : Істина, 2009. 184 с.
8. Коломоєць Т. О., Андрєєва Д. Є. Адміністративно-правове регулювання в галузі молодіжної політики в Україні: організаційно-правові аспекти : монографія. Запоріжжя : ЗНУ, 2009. 192 с.
9. Коломоєць Т. О., Віхляєв М. Ю. Адміністративно-правове регулювання порядку створення і діяльності професійних правничих громадських організацій в Україні : монографія. Запоріжжя : ЗНУ, 2010. 286 с.
10. Коломоєць Т. О., Галіцина Н. В. Адміністративно-правове регулювання порядку створення і діяльності товариств з обмеженою відповідальністю в Україні : монографія. Запоріжжя : ЗНУ, 2010. 290 с.
11. Коломоєць Т. О., Кукурудз Р. О. Апеляція в адміністративно-юрисдикційному процесі: питання теорії та практики : монографія. Запоріжжя, 2010. 254 с.
12. Коломоєць Т. О., Меліхова О. Ю. Організаційно-правові засади управління у сфері юридичної науки в Україні : монографія. Запоріжжя : ЗНУ, 2010. 286 с.
13. Коломоєць Т. О., Матвієнко П. Д. Контроль за діяльністю органів місцевого самоврядування як суб'єктів адміністративного права України : монографія. Запоріжжя : ЗНУ, 2011. 256 с.
14. Коломоєць Т. О., Лукашевич В. Г., Дорохіна Ю. А. Забезпечення прав юридичних осіб в адміністративних провадженнях : монографія. Київ : Істина, 2011. 176 с.
15. Коломоєць Т. О., Яцун О. В. Особливості провадження по земельним спорам за участю суб'єктів публічної адміністрації в порядку адміністративного судочинства : монографія. Запоріжжя : ЗНУ, 2011. 264 с.
16. Коломоєць Т. О., Шевейко Р. І. Витрати в адміністративному процесі за законодавством України: питання теорії та практики : монографія. Запоріжжя : ЗНУ, 2011. 190 с.
17. Коломоєць Т. О., Алімов К. О. Громадські роботи як вид адміністративного стягнення за законодавством України : монографія. Запоріжжя : ЗНУ, 2011. 258 с.
18. Коломоєць Т. О., Довгополик А. А. Адміністративно-правове регулювання порядку створення і діяльності кредитних спілок в Україні : монографія. Запоріжжя : ЗНУ, 2011. 306 с.
19. Коломоєць Т. О., Костенко О. І. Тлумачення актів адміністративного законодавства : монографія. Запоріжжя : ЗНУ, 2011. 200 с.
20. Коломоєць Т. О., Нікітенко Н. П. Відвід (самовідвід) в адміністративно-юрисдикційному процесі: питання теорії та практики : монографія. Запоріжжя : ЗНУ, 2011. 288 с.
21. Коломоєць Т. О., Баранчик П. О. Принципи адміністративного права : монографія. Запоріжжя : Copy Art, 2012. 203 c.
22. Коломоєць Т. О., Біленко В. А. Особливості застосування оцінних понять в адміністративно-деліктному процесі : монографія. Запоріжжя : ЗНУ, 2012. 240 с.
23. Коломоєць Т. О., Мартинов М. П. Організаційно-правові засади управління юридичною освітою в Україні : монографія. Запоріжжя : ЗНУ, 2012. 280 с.
24. Коломоєць Т. О., Шемякін О. В. Прокурор в адміністративно-юрисдикційних провадженнях : питання теорії та практики : монографія. Запоріжжя : ЗНУ, 2012. 220 с.
25. Коломоєць Т. О., Ширіна С. А. Судовий розгляд справ про адміністративні правопорушення, пов'язані з безпекою дорожнього руху : монографія. Запоріжжя : ЗНУ, 2012. 290 с.
26. Коломоєць Т. О., Янчук Т. Ф. Заходи адміністративного припинення в діяльності митних органів України: доктринальний, нормативний та правозастосовчий аспекти : монографія. Запоріжжя : ЗНУ, 2012. 200 с.
27. Коломоєць Т. О., Глухий О. Г. Оціночні поняття у податковому праві України: доктринальний, нормативний та правозастосовний аспекти : монографія. Запоріжжя : ЗНУ, 2013. 224 с.
28. Коломоєць Т. О., Грищак С. В. Адаптація інформаційного законодавства України до вимог ЄС як складова сучасного вітчизняного правотворчого процесу : монографія. Дніпропетровськ : НГУ, 2013. 164 с.
29. Коломоєць Т. О., Куразов Ю. Х. Феномен попередження як виду адміністративного стягнення за законодавством України : монографія. Запоріжжя : ЗНУ, 2013. 200 с.
30. Коломоєць Т. О., Аганіна А. О. Перепідготовка, підвищення кваліфікації державних службовців за законодавством України: сучасний стан правового регулювання та пріоритети адаптації до законодавства ЄС : монографія. Запоріжжя : ЗНУ, 2014. 196 с.
31. Коломоєць Т. О., Бережна І. А. Перекладач як учасник адміністративно-деліктного провадження за законодавством України : монографія. Херсон : Гельветика, 2014. 180 с.
32. Коломоєць Т. О., Гаджиєва Ш. Н. Кодекс як джерело адміністративного права України: історія, сучасність та перспективи : монографія / за заг. ред. Т. О. Коломоєць. Запоріжжя : ЗНУ, 2014. 176 с.
33. Коломоєць Т. О., Кеберник А. В. Експертиза в адміністративно-юрисдикційній діяльності: актуальні питання теорії та практики : монографія. Запоріжжя : ЗНУ, 2014. 220 с.
34. Коломоєць Т. О., Лєскіна І. Є. Гендерна рівність в організації діяльності органів прокуратури України: адміністративно-правовий аспект : монографія. Херсон : Гельветика, 2014. 180 с.
35. Коломоєць Т. О., Філіпова Т. Л. Адміністративні процедури у сфері захисту економічної конкуренції в Україні: теоретичний, нормативний та праксеологічний аспекти : монографія. Запоріжжя : ЗНУ, 2014. 224 с.
36. Службове право: витоки, сучасність та перспективи розвитку : колект. моногр. / за ред. Т. О. Коломоєць, В. К. Колпакова. Запоріжжя : Гельветика, 2017. 328 с.
37. Дудоров О. О., Коломоєць Т. О., Кушнір С. М., Макаренков О. Л. Загальнотеоретичні, адміністративно- та кримінально-правові основи концептуалізації антикорупційної реформи в Україні : колект. моногр. Запоріжжя : Гельветика, 2018. 476 с.

### Основні підручники та навчальні посібники
1. Адміністративне право України : навч. посіб. / за заг. ред. Т. О. Коломоєць, Г. Ю. Гулєвської. Київ : Істина, 2007. 216 с.
2. Коломоєць Т. О., Гулєвська Г. Ю., Сінєльнік Р. В., Сквірський І. О. Адміністративна юстиція. Адміністративне судочинство : навч. посіб. для викладач. та студ. вищ. навч. закл. / за заг. ред. Т. О. Коломоєць, Г. Ю. Гулєвської. Київ : Істина, 2007. 152 с.
3. Правознавство : навч. посіб. / за заг. ред. С. М. Тимченка, Т. О. Коломоєць. Київ : Істина, 2007. 480 с.
4. Правознавство : навч. посіб. / за заг. ред. С. М. Тимченка, Т. О. Коломоєць. Запоріжжя : ЗНУ, 2007. 588 с.
5. Правознавство : практикум : навч. посіб. рек. МОН України / за заг. ред. С. М. Тимченка, Т. О. Коломоєць. Суми : Університетська книга, 2007. 224 с.
6. Фінансове право України : навч. посібник / В. К. Шкарупа, І. О. Сквирський, Т. О. Коломоєць та ін. ; за заг. ред. В. К. Шкарупи, Т. О. Коломоєць. Київ : Істина, 2007. 256 с.
7. Адміністративне право України : підручник / за заг. ред. Т. О. Коломоєць. Київ : Істина, 2008. 457 с.
8. Адміністративне право України : навч. посіб. / за заг. ред. Т. О. Коломоєць, Г. Ю. Гулєвської. Київ : Істина, 2008. 216 с.
9. Адміністративне судочинство України : підручник / за заг. ред. Т. О. Коломоєць. Київ : Істина, 2008. 458 с.
10. Правознавство у схемах та визначеннях : навч. посіб. для студ. неюрид. спец. вищ. навч. закл. / О. П. Бичківський, І. В. Болокан, О. Г. Бондар та ін. ; за заг. ред. С. М. Тимченка, Т. О. Коломоєць. Запоріжжя : ЗНУ, 2008. 520 с.
11. Адміністративне право України : підруч. для студ. вищ. навч. закл. затв. МОНУ / за заг. ред. Т. О. Коломоєць. Київ : Істина, 2009. 480 с.
12. Адміністративне судочинство : підручник рек. МОНУ / за заг. ред. Т. О. Коломоєць. Київ ; Запоріжжя : Істина, 2009. 344 с.
13. Адміністративне судочинство : підруч. для студ. вищ. навч. закл. затв. МОНУ / за заг. ред. Т. О. Коломоєць. Київ : Істина, 2009. 256 с.
14. Адміністративна відповідальність : навч. посіб. для студ. вищ. навч. закл. рек. МОНУ / за заг. ред. Т. О. Коломоєць. Київ : Істина, 2011. 184 с.
15. Коломоєць Т. О. Адміністративне право України. Академічний курс : підручник затв. МОНУ. Київ : Юрінком Інтер, 2011. 576 с.
16. Адміністративне право України : підручник затв. МОНУ для студ. вищих навч. закл. / за заг. ред. Т. О. Коломоєць. Вид. 2-ге, змін. і допов. Київ : Істина, 2012. 528 с.
17. Право інтелектуальної власності у схемах та визначеннях : навч. посіб. для студентів юрид. ф-тів вищ. навч. закл. рек. МОНСМУ / О. Г. Бондар, Т. О. Коломоєць, І. В. Болокан І. В. та ін. ; за заг. ред. О. Г. Бондаря. Запоріжжя : ЗНУ, 2012. 448 с.
18. Адміністративне право України : словник термінів : навч. посіб. для студ. вищ. навч. закл. реком. МОНУ / за заг. ред. Т. О. Коломоєць, В.К. Колпакова. Київ : Ін Юре, 2014. 520 с.
19. Адміністративно-правове регулювання публічного адміністрування в Україні : навч. посіб. для студентів юрид. ф-тів / О. Г. Бондар О. Г., Т. О. Коломоєць, В. К. Колпаков та ін. Запоріжжя : ЗНУ, 2014. 204 с.
20. Коломоєць Т. О., Лютіков П. С. Публічне адміністрування в Україні в умовах реформування (адміністративно-правовий аспект) : навч. посіб. для студ. юрид. ф-тів. Запоріжжя : ЗНУ, 2014. 216 с.
21. Дисциплінарно-деліктне право України : навч. посіб. / за заг. ред. Т. О. Коломоєць, В. К. Колпакова. Київ : Ін Юре, 2016. 464 с.
22. Судовий розгляд справ про адміністративні правопорушення : навч. посіб. для студ. юрид. ф-тів вищ. навч. заклад. / за заг. ред. Т. О. Коломоєць, В. К. Колпакова. Київ : Юрінком Інтер, 2016. 544 с.
23. Заохочення у службовому праві : навч. посіб. / Н. О. Армаш, Ю. А. Берлач, І. В. Болокан та ін. ; за заг. ред. Т. О. Коломоєць, В. К. Колпакова. Київ : Ін Юре, 2017. 360 с.
24. Патронатна служба : підручник / Н. В. Галіцина, Д. О. Калниш, Б. В. Коваленко та ін. ; за заг. ред. Т. О. Коломоєць, В. К. Колпакова. Київ : Ін Юре, 2018. 180 с.

### Основні статті у провідних вітчизняних фахових виданнях
1. Коломоєць Т. Система адміністративних стягнень за законодавством про адміністративні правопорушення України. Право України. 2002. № 2. С. 31–33.
2. Коломоєць Т. Класифікація заходів адміністративно-правового примусу. Право України. 2003. № 2. С. 105–111.
3. Коломоєць Т. Щодо доцільності системного підходу при дослідженні потенціалу адміністративного примусу в публічному праві України. Право України. 2003. № 5. С. 120–124.
4. Коломоєць Т. Публічне право України як підстава адміністративного примусу. Право України. 2004. № 3. С. 99–102.
5. Коломоєць Т. До питання співвідношення державно-правового примусу і суміжних понять. Право України. 2005. № 1. С. 91–94.
6. Коломоєць Т. Адміністративний примус у публічному праві як новітній інститут системи права України. Право України. 2005. № 10. С. 3–6.
7. Коломоєць Т. Теорія адміністративного примусу у вітчизняній правовій доктрині (кінець XIX – початок XX ст.). Право України. 2006. № 1. С.129–132.
8. Коломоєць Т., Федоров І. Принципи кодифікації адміністративно-деліктного законодавства України. Право України. 2006. № 6. С.14–18.
9. Коломоєць Т., Гулєвська Г. Етичні засади діяльності державних службовців: передумови та пріоритети правового регулювання в Україні. Право України. 2006. № 10. С. 60–64.
10. Коломоєць Т., Кузенко Л. Функції як важлива складова механізму кодифікації вітчизняного адміністративно-деліктного законодавства України. Право України. 2007. № 3. С. 21–23.
11. Коломоєць Т., Сінельник Р. Генеза дослідження адміністративно-правового статусу захисника у провадженні в справах про адміністративні правопорушення у вітчизняній адміністративно-правовій доктрині. Право України. 2008. № 3. С. 12–18.
12. Коломоєць Т., Лютиков П. Генезис наукового дослідження державного контролю у галузі чорної металургії: характеристика окремих етапів. Право України. 2008. № 12. С. 44–51.
13. Коломоєць Т., Лютіков П. Базова одиниця обчислення розмірів адміністративних штрафів: пошук оптимального варіанта. Право України. 2010. № 11. С. 120–127.
14. Коломоєць Т., Лютіков П. Тлумачення оцінних понять в адміністративному судочинстві як складова вітчизняної правозастосовної практики. Право України. 2011. № 4. С. 47–52.
15. Коломоєць Т., Лютіков П. Органи місцевого самоврядування як особливий різновид колективних суб'єктів адміністративного права. Право України. 2012. № 6. С. 209–217.
16. Коломоєць Т. О., Матвієнко П. Д. Принципи як елемент механізму контролю за діяльністю органів місцевого самоврядування. Адміністративне право і процес. 2012. № 2(2). С. 31–42.
17. Коломоєць Т., Лютіков П. Адміністративна правосуб'єктність юридичних осіб як основа їх адміністративно-правового статусу: теоретико-правовий аналіз. Право України. 2013. № 3–4. С. 385–395.
18. Коломоєць Т., Лютіков П. Основні адміністративно-примусові заходи протидії незаконному обігу наркотиків в Україні: пріоритет використання в умовах сучасних реформаційних процесів. Право України. 2014. № 10. С. 199–208.
19. Коломоєць Т. Значення творчої спадщини професора М. Й. Куплеваського для сучасної української адміністративно-правової науки та нормотворчості. Право України. 2015. № 7. С. 119–127.
20. Коломоєць Т. Особливості регламентації заохочення державних службовців у чинному Законі України «Про державну службу». Право України. 2016. № 9. С. 53–62.
21. Коломоєць Т., Колпаков В. Сучасна парадигма адміністративного права: генеза і поняття. Право України. 2017. № 5. С. 71–79.
22. Коломоєць Т. О. Джерела адміністративного права: проблемні питання доктринального визначення, класифікації та системного аналізу. Право України. 2017. № 6. С. 72–79.
23. Коломоєць Т. Стимули для державних службовців: чи задовільною є модель їх закріплення. Право України. 2018. № 11. С. 85–104.
24. Коломоєць Т., Колпаков В. Актуальна тема номера: «Національна доктрина адміністративного судочинства»: вступне слово. Право України. 2019. № 4. С. 11–13.
25. Kolomoiets T., Kolpakov V. Legal identification of administrative procedure. Право України. 2019. № 4. С. 14–26.
26. Коломоєць Т., Колпаков В. Правова природа патронатної служби. Право України. 2019. № 5. С. 80–100.
27. Kolomoets T. «Proportionality test» in the legal regulation of restriction after the termination of public service career: search for an optimal model. Адміністративне право і процес. 2019. № 4 (27). P. 65–76.
28. Коломоєць Т., Колпаков В. Камеральні відносини XV–ХІХ століть у генезисі адміністративного права. Право України. 2020. № 5. С. 272–288.
29. Коломоєць Т. О., Колпаков В. К. Поняття доктрини адміністративного права. Вісник Національної академії правових наук України. 2020. Т. 27, № 2. С. 14–30.
30. Kolomoiets T. O., Kolpakov V. K. The concept of the administrative law doctrine. Journal of the National Academy of Legal Sciences of Ukraine. 2020. Vol. 27, No. 2. P. 14–26.

### Основні статті у зарубіжних фахових виданнях
1. Коломоец Т. А., Лютиков П. С. Вопросы толкования законодательства Украины об административной деликтоспособности юридических лиц. Административное право и процесс. 2011. № 11. С. 46–48.
2. Коломоец Т. А., Лютиков П. С. Судебное рассмотрение дел об административных правонарушениях, связанных с безопасностью дорожного движения на Украине: анализ проблем правоприменения в контексте реформационных изменений. Административное право и процесс. 2012. № 8. С. 33–38.
3. Kolomoets T. The subiect of administrative law: the question of finding its new format in the modern Ukrainian administrative and legal science. Scientific Letters of Academic Society of Michal Baludansky. 2013. Vol. 1, № 1. С. 40–42.
4. Коломоец Т. Терминология административного процесса: проблемы определенности смежного терминологического ряда. Scientific Letters of Academic Society of Michal Baludansky. 2013. Vol. 1, № 3. C. 116–120.
5. Коломоец Т. А. Терминология административного процесса: проблемы определенности смежного терминологического ряда. Административное право и процесс. 2013. № 4. С. 53–57.
6. Коломоец Т. Эффективность – неотъемлемая составляющая ресурса административных взысканий по законодательству Украины (поиск оптимальной модели в контексте современного кодификационного административно-деликтного процесса). Legea si viata. 2013. № 6. С. 4–9.
7. Коломоец Т. А. Влияние трудов Н. Г. Салищевой на становление административно-правовой доктрины Украины. Административное право и процесс. 2014. № 9. С. 82–88.
8. Коломоец Т. А. Влияние трудов профессора Ю. М. Козлова на становление административно-правовой доктрины Украины. Административное право и процесс. 2015. № 9. С. 31–34.
9. Коломоец Т. А. Николай Осипович Куплеваский – ученый-административист, педагог и роль его творческого наследия для современной украинской административно-правовой науки и нормотворчества. Административное право и процесс. 2015. № 12. С. 40–45.
10. Коломоец Т. А. Исследования наследия Николая Мартиниановича Цытовича и его влияния на формирование современной административно-правовой науки и юридического образования в Украине (к 155-летию со дня роджения). Административное право и процесс. 2016. № 9. С. 66–71.
11. Коломоец Т. А. Исследование наследия Николая Христиановича Бунге и его влияния на формирование современной административной науки и юридического образования в Украине (к 195-летию со дня рождения). Административное право и процесс. 2018. № 1. С. 52–58.
12. Коломоец Т. А., Колпаков В. К. Правовая идентификация административного судопроизводства в украинской административно-правовой науке. Административное право и процесс. 2019. № 9. С. 41–47.
13. T. Kolomoiets, Y. Kurinnyi, S. Kushnir, P. Dikhtiievskyi, A, Sharaia. Standardization of the involvement of relatives in public service: Fighting corruption or interfering with privacy? Journal of Advanced Research in Law and Economics. 2019. Vol. 10, No. 4 (42). P. 985–992.
14. Коломоец Т. А., Колпаков В. К. Структура и система административно-правовых отношений. Вестник Могилевского института МВД. 2020. № 1. С. 14–23.
15. Коломоец Т. А. Научное наследие А. П. Коренева и его влияние на формирование современной науки административного права и юридического образования в Украине (к 90-летию со дня рождения). Административное право и процесс. 2020. № 2. С. 32–36.
16. T. Kolomiets, S. Denysenko, S. Korzh, N. Basai, A. Fomenko. Staffing of Courts: European Experience and the Current Situation in Ukraine. Journal of Legal, Ethical and Regulatory Issues. 2020. Vol. 23, Special Issue 1. (7 p.)

## Нагороди
- Орден княгині Ольги 3-го ступеня (5 жовтня 2012)[1].
- Орден княгині Ольги 2-го ступеня (1 жовтня 2016)[2] .
- Орден княгині Ольги 1-го ступеня (6 березня 2020)[3].
- Прочесне звання «Заслужений юрист України» (2007)[4].
- Почесна відзнака Верховного Суду України (2012)[5].